# Kim Savéus
Kim Savéus (Zweden, 30 september 1974 – Rotterdam, 3 april 2008) was een Zweedse balletdanser. 
Savéus begon zijn loopbaan als stagiair bij Maurice Béjart in Lausanne en danste vervolgens bij Skanes Danstheater, Baletto di Toscana en verschillende andere dansgezelshappen. Sinds 2004 was hij verbonden aan Dance Works Rotterdam, van welk gezelschap hij in korte tijd het mannelijke boegbeeld werd.
Savéus werd vele malen gelauwerd. In 2006 werd hij genomineerd voor de Zwaan (een prijs voor de beste Nederlandse dansprestatie), voor zijn rol in (P)art Trap/Time-Remix. Daarvoor werd hij al onderscheiden tijdens dansconcoursen in Lausanne en in Helsinki.
Hij was als docent verbonden aan de Rotterdamse Dansacademie.
Kim Savéus overleed aan de gevolgen van een zelfmoordpoging die voor zijn gezelschap als een volslagen verrassing kwam.

## Noot
1. ↑  Kim Savéus (1974-2008). Fantastische danser met stralende persoonlijkheid, de Volkskrant, 10 april 2008